# Довге (Дубовиківська сільська громада)
До́вге — село в Україні, у Дубовиківській сільській громаді Синельниківського району Дніпропетровської області. Населення становить 43 особи. До 2017 року орган місцевого самоврядування — Зеленогайська сільська рада.

## Історія
7 (20) листопада 1917 року, відповідно до Третього Універсалу Української Центральної Ради, увійшло до складу Української Народної Республіки.
12 червня 2020 року, відповідно до розпорядження Кабінету Міністрів України № 709-р від «Про визначення адміністративних центрів та затвердження територій територіальних громад Дніпропетровської області», увійшло до складу Дубовиківської сільської громади.
19 липня 2020 року, в результаті адміністративно-територіальної реформи та ліквідації Васильківського району, село увійшло до складу новоутвореного Синельниківського району.

## Географія
Село Довге розташоване на сході Синельниківського району. На півдні межує з селищем Просяна, на заході з селом Хвилі, на півночі з селом Зелений Гай та на південному заході з селом Крутеньке.
По селу протікає пересихаючий струмок з загатою. Через село проходить автомобільна дорога Т 0427.

## Населення

### Мова
Розподіл населення за рідною мовою за даними перепису 2001 року:
| Мова       | Кількість | Відсоток |
| ---------- | --------- | -------- |
| українська | 41        | 95.35%   |
| російська  | 2         | 4.65%    |
| Усього     | 43        | 100%     |